# Scutigera coleoptrata
La scutigera (/skuˈtiʤera/; Scutigera coleoptrata Linnaeus, 1758) è un artropode chilopode grigio-giallastro con 15 paia di zampe. Originario della regione mediterranea, si è diffuso in altre parti del mondo e vive solitamente negli ambienti abitati. È un insettivoro, cioè uccide e mangia insetti.

## Descrizione

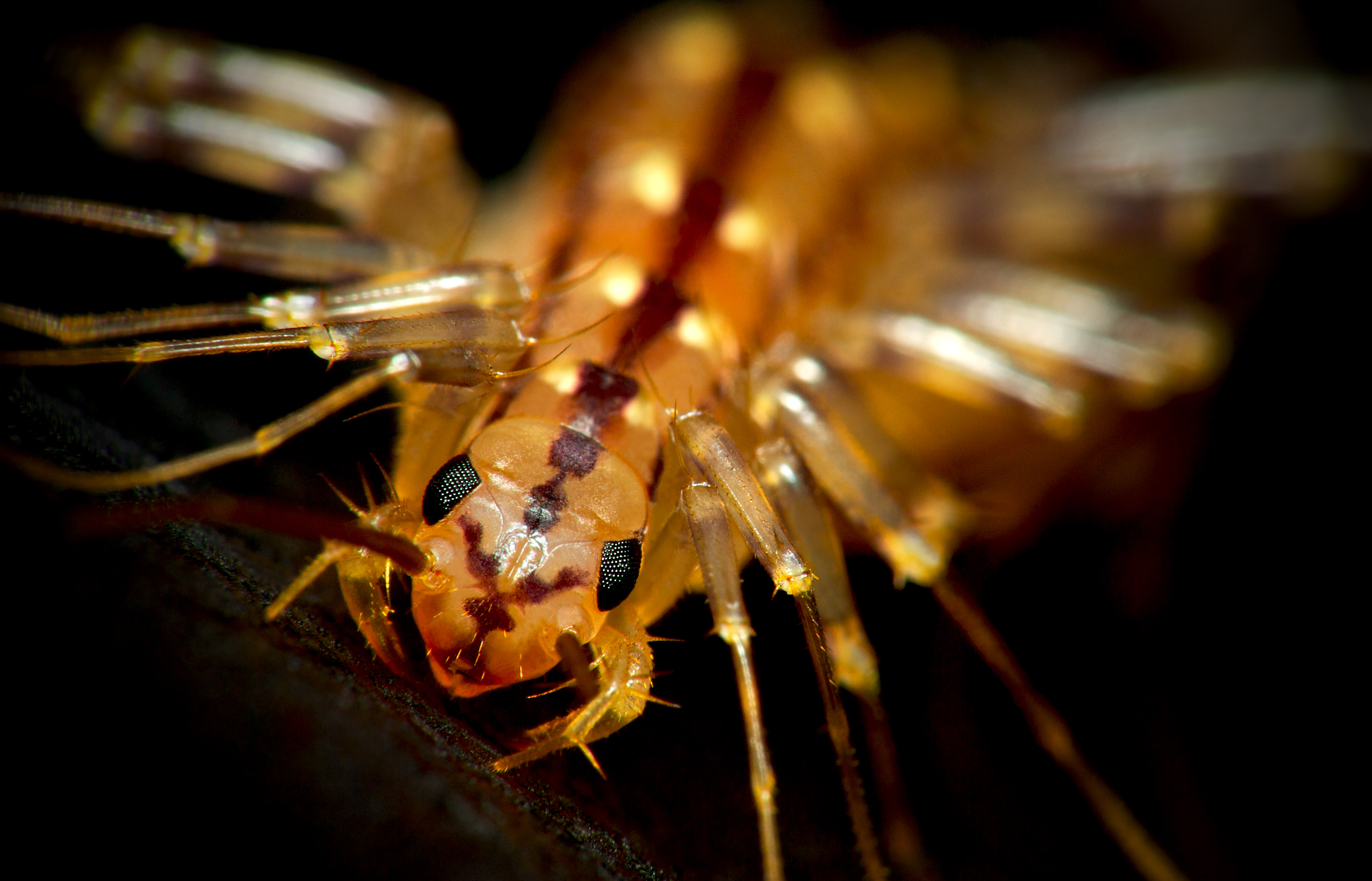
Vista frontale di Scutigera.

La scutigera adulta ha 15 lunghissime e delicate paia di zampe, e un corpo rigido che le permette di correre con sorprendente velocità su pareti, soffitti e pavimenti. Il corpo è grigio-giallastro e ha tre linee dorsali scure che lo percorrono in lunghezza. Anche le zampe hanno strisce nere. A differenza di molti altri chilopodi, la scutigera e i suoi parenti più prossimi hanno occhi composti ben sviluppati.
Gli esemplari giovani hanno quattro paia di zampe alla nascita. Ne acquisiscono un altro paio con la prima muta e due paia con ognuna delle successive mute. Vivono dai tre ai sette anni, a seconda dell'ambiente. Curiosamente, i maschi di questa specie sono tra i pochi artropodi con genitali prensili.

## Biologia

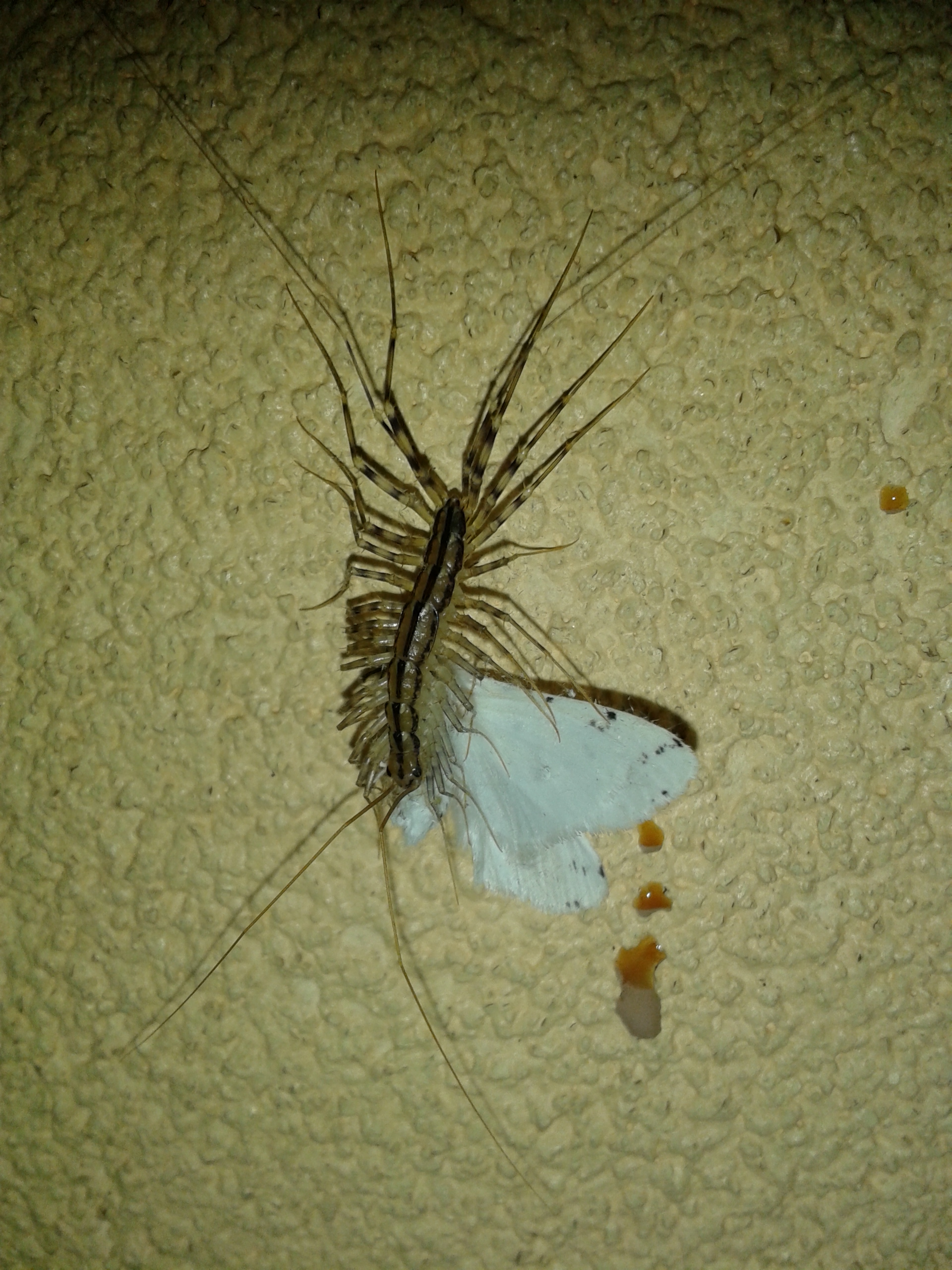
Una Scutigera coleoptrata mentre si nutre di una falena

La scutigera si nutre di ragni, cimici, termiti, scarafaggi, pesciolini d'argento e altri insetti domestici. Uccide la sua preda iniettando veleno attraverso il primo paio di zampe e non attraverso il morso come spesso si legge.
La scutigera depone le uova in primavera. In un esperimento effettuato in laboratorio con 24 scutigere è stata deposta una media di 63 uova con un massimo di 151.

## Distribuzione e habitat
La scutigera è indigena della regione mediterranea, ma si è diffusa attraverso buona parte dell'Europa, dell'Asia e del Nord America. Negli USA, si è diffusa partendo dagli stati meridionali e dal Messico. Ha raggiunto la Pennsylvania nel 1849, New York nel 1885, il Massachusetts attorno al 1890 e ora si estende a ovest verso la costa della California e a nord nel Canada (Lewis 1981). La scutigera prospera anche negli stati del midwest, come il Michigan e l'Ohio.
Fuori dalle case, le scutigere preferiscono vivere in ambienti freschi e umidi. La maggior parte vive all'esterno, principalmente sotto grosse pietre, cataste di legna e soprattutto nei cumuli di compost. Nelle case si possono trovare in cantine, bagni, lavanderie e cucine dove c'è umidità, ma anche in luoghi generalmente più secchi come uffici, camere da letto e soggiorni.

È piuttosto normale vederle in primavera, periodo in cui escono a causa del clima più caldo, e in autunno, quando il freddo le spinge a trovare un riparo nelle case.

## Rapporti con la specie umana
La scutigera è un animale inoffensivo per gli umani; anche se accade molto raramente, la scutigera può pungere un essere umano ma soltanto quando, sentendosi aggredita, cerca l'ultima via di scampo. Quando succede, la puntura non è peggiore di quella di un'ape. Generalmente si tratta di un leggero dolore e gonfiore nella zona della puntura, che normalmente sparisce nel giro di qualche ora. Tuttavia la puntura può causare problemi di salute nei rarissimi casi di soggetti allergici al suo blandissimo veleno, simile a quello della maggior parte dei chilopodi. In alcuni casi si possono verificare delle eruzioni cutanee con piccoli rigonfiamenti, come ad esempio una reazione pruriginosa simile a una puntura di zanzara oppure una reazione allergica comparabile, in termini di dolore, alla puntura di un'ape.
Il veleno della scutigera è troppo debole per causare danni seri ad animali domestici come cani e gatti.
Le tecniche di eliminazione della scutigera dalle case comprendono la deumidificazione delle aree in cui vivono, l'eliminazione di grosse popolazioni di insetti domestici, il sigillo delle crepe nei muri e l'assistenza di un disinfestatore.